# Proč mě ženy nemaj rády
Proč mě ženy nemaj rády (češko dobesedno Zakaj me ženske ne marajo) je enajsti studijski album in zadnji album z originalnimi pesmimi (nadaljnji albumi vsebujejo ponovno posnete že izdane pesmi) češke glasbene skupine Banjo Band iz leta 2002.

## Seznam skladb
| Št. | Naslov                        | Dolžina |
| --- | ----------------------------- | ------- |
| 1.  | „Tanja‟                       | 2:57    |
| 2.  | „Já a můj kamión‟             | 2:41    |
| 3.  | „Vlak je vlak‟                | 3:21    |
| 4.  | „Pedro spadnul z modřínu‟     | 2:09    |
| 5.  | „Mladý jockey‟                | 2:33    |
| 6.  | „Já tam nejdu‟                | 3:05    |
| 7.  | „Píseň o Smolíčkovi‟          | 2:33    |
| 8.  | „Píseň Apačů‟                 | 2:32    |
| 9.  | „Hrajeme ping-pong‟           | 2:23    |
| 10. | „Káně myšilov‟                | 2:14    |
| 11. | „Žamberk - Vamberk‟           | 2:05    |
| 12. | „Paroží‟                      | 2:29    |
| 13. | „Sousedovic Toníček‟          | 2:00    |
| 14. | „Mamut a Helmut‟              | 2:32    |
| 15. | „Je to všechno na bejka‟      | 2:40    |
| 16. | „Pojď, Ingrid, pojď‟          | 2:45    |
| 17. | „Proč mě ženy nemaj rády‟     | 2:26    |
| 18. | „Banjo, já se s tebou loučím‟ | 2:16    |

## Zasedba
- Ivan Mládek – banjo, kazoo, vokal
- Vítězslav Marek – trobenta
- Michal Palka – klarinet
- Zdeněk Kalhous – klavir
- Václav Dédina – tuba
- Jan Mrázek – perilnik, vokal